# Championnat de France de baseball Nationale 2 2013
Navigation
2012 2014
Le Championnat de France de baseball Nationale 2 2013 rassemble 20 équipes qui s'affrontent pour accéder à la Nationale 1. Ces équipes représentent les meilleurs clubs issus des compétitions régionales.

## Déroulement
Les équipes sont réparties en 4 poules de 4 équipes au format round robin en programme double, c'est-à-dire 2 confrontations par journée, du 1 au 15 septembre.
Les deux premiers de chaque poule sont qualifiés pour des 1/4 de finale croisés.
Les 4 meilleures équipes sont promues en Nationale 1. 

## Phase de poule
Les 16 clubs seront répartis dans des poules géographiques de la sorte:
| Équipe      | Ville                                    |
| ----------- | ---------------------------------------- |
| Templiers 2 | Sénart (Seine-et-Marne)                  |
| CABS        | Les Andelys (Eure)                       |
| Cometz      | Metz (Moselle)                           |
| Hawks       | La Guerche-de-Bretagne (Ille-et-Vilaine) |

| Équipe         | Ville                                 |
| -------------- | ------------------------------------- |
| Jimmer's       | Saint-Lô (Manche)                     |
| Black Panthers | Bréal-sous-Montfort (Ille-et-Vilaine) |
| Phénix         | Caen (Calvados)                       |
| Marlins        | Compiègne (Oise)                      |

| Équipe     | Ville                            |
| ---------- | -------------------------------- |
| Coyotes    | Joué-lès-Tours (Indre-et-Loire)  |
| Duffyducks | Saint-Just-Saint-Rambert (Loire) |
| Rebels     | Châtellerault (Vienne)           |
| PUC 3      | Paris                            |

| Équipe       | Ville                    |
| ------------ | ------------------------ |
| Duckies      | Léguevin (Haute-Garonne) |
| Chevaliers 2 | Beaucaire (Gard)         |
| Devils       | Bron (Rhône)             |
| Dragons      | Villefontaine (Isère)    |

### Poule 1
| Date          | Recevant    | Visiteur    | Match 1 | Match 2 |
| ------------- | ----------- | ----------- | ------- | ------- |
| 1er septembre | La Guerche  | Sénart 2    | 5 - 1   | 3 - 2   |
| 1er septembre | Metz        | Les Andelys | 8 - 12  | 13 - 12 |
| 8 septembre   | Metz        | La Guerche  | 7 - 6   | 8 - 14  |
| 8 septembre   | Les Andelys | Sénart 2    | 0 - 16  | 6 - 18  |
| 15 septembre  | Sénart 2    | Metz        | 7 - 3   | 13 - 3  |
| 15 septembre  | Les Andelys | La Guerche  | 0 - 13  | 1 - 11  |

| Pl. | Équipe      | J | V | D | %    |
| --- | ----------- | - | - | - | ---- |
| 1   | La Guerche  | 6 | 5 | 1 | 0,83 |
| 2   | Sénart 2    | 6 | 4 | 2 | 0,67 |
| 3   | Metz        | 6 | 2 | 4 | 0,33 |
| 4   | Les Andelys | 6 | 1 | 5 | 0,17 |

### Poule 2
| Date          | Recevant  | Visiteur  | Match 1 | Match 2 | Notes                |
| ------------- | --------- | --------- | ------- | ------- | -------------------- |
| 1er septembre | Caen      | Compiègne | 7 - 0   | 7 - 0   | Forfait de Compiègne |
| 1er septembre | Saint-Lô  | Bréal     | 17 - 4  | 8 - 13  |                      |
| 8 septembre   | Bréal     | Caen      | 0 - 10  | 6 - 7   |                      |
| 8 septembre   | Compiègne | Saint-Lô  | 4 - 26  | 0 - 25  |                      |
| 15 septembre  | Caen      | Saint-Lô  | 12 - 2  | 15 - 5  |                      |
| 15 septembre  | Compiègne | Bréal     | 11 - 10 | 4 - 10  |                      |

| Pl. | Équipe    | J | V | D | %    |
| --- | --------- | - | - | - | ---- |
| 1   | Caen      | 6 | 6 | 0 | 1.00 |
| 2   | Saint-Lô  | 6 | 3 | 3 | 0,50 |
| 3   | Bréal     | 6 | 2 | 4 | 0,33 |
| 4   | Compiègne | 6 | 1 | 5 | 0,17 |

### Poule 3
| Date          | Recevant       | Visiteur       | Match 1 | Match 2 | Notes                    |
| ------------- | -------------- | -------------- | ------- | ------- | ------------------------ |
| 1er septembre | Joué-lès-Tours | Châtellerault  | 8 - 11  | 15 - 5  |                          |
| 1er septembre | PUC 3          | Saint Just     | 4 - 14  | 9 - 12  |                          |
| 8 septembre   | Joué-lès-Tours | PUC 3          | 9 - 8   | 10 - 19 |                          |
| 8 septembre   | Saint Just     | Châtellerault  | 7 - 0   | 7 - 0   | Forfait de Châtellerault |
| 15 septembre  | Châtellerault  | PUC 3          | 5 - 14  | 6 - 14  |                          |
| 15 septembre  | Saint Just     | Joué-lès-Tours | 14 - 1  | 9 - 4   |                          |

| Pl. | Équipe         | J | V | D | %    |
| --- | -------------- | - | - | - | ---- |
| 1   | Saint Just     | 6 | 6 | 0 | 1.00 |
| 2   | PUC 3          | 6 | 3 | 3 | 0,5  |
| 3   | Joué-lès-Tours | 6 | 2 | 4 | 0,33 |
| 4   | Châtellerault  | 6 | 1 | 5 | 0,17 |

### Poule 4
| Date          | Recevant      | Visiteur      | Match 1 | Match 2 |
| ------------- | ------------- | ------------- | ------- | ------- |
| 1er septembre | Léguevin      | Beaucaire 2   | 9 - 8   | 2 - 12  |
| 1er septembre | Villefontaine | Saint-Priest  | 8 - 15  | 10 - 9  |
| 8 septembre   | Beaucaire 2   | Villefontaine | 9 - 4   | 11 - 6  |
| 8 septembre   | Léguevin      | Saint-Priest  | 5 - 9   | 1 - 9   |
| 15 septembre  | Villefontaine | Léguevin      | 5 - 7   | 3 - 5   |
| 15 septembre  | Saint-Priest  | Beaucaire 2   | -       | 10 - 3  |

| Pl. | Équipe        | J | V | D | %    |
| --- | ------------- | - | - | - | ---- |
| 1   | Saint-Priest  | 6 | 5 | 1 | 0,83 |
| 2   | Beaucaire 2   | 6 | 3 | 3 | 0,5  |
| 3   | Léguevin      | 6 | 3 | 3 | 0,5  |
| 4   | Villefontaine | 6 | 1 | 5 | 0,17 |

## Phase finale
|  | Quarts de finale                 | Quarts de finale     | Quarts de finale | Quarts de finale |    |    | Demi-finales                | Demi-finales | Demi-finales | Demi-finales |  |  | Finale | Finale | Finale | Finale |
|  |                                  |                      |                  |                  |    |    |                             |              |              |              |  |  |        |        |        |        |
|  | 28 et 29 septembre               |                      |                  |                  |    |    |                             |              |              |              |  |  |        |        |        |        |
|  |                                  |                      |                  |                  |    |    |                             |              |              |              |  |  |        |        |        |        |
|  | La Guerche                       | 21                   | 5                |                  |    |    |                             |              |              |              |  |  |        |        |        |        |
|  | La Guerche                       | 21                   | 5                | 5 et 6 octobre   |    |    |                             |              |              |              |  |  |        |        |        |        |
|  | Saint-Lô                         | 4                    | 4                |                  |    |    |                             |              |              |              |  |  |        |        |        |        |
|  | Saint-Lô                         | 4                    | 4                | La Guerche       | 11 | 7  |                             |              |              |              |  |  |        |        |        |        |
|  | 28 et 29 septembre               |                      |                  | La Guerche       | 11 | 7  |                             |              |              |              |  |  |        |        |        |        |
|  |                                  | Sénart 2             | 7                | 6                |    |    |                             |              |              |              |  |  |        |        |        |        |
|  | Caen                             | Sénart 2             | 7                | 6                | 3  | 3  |                             |              |              |              |  |  |        |        |        |        |
|  | Caen                             |                      |                  |                  | 3  | 3  | 26 et 27 octobre, à Limoges |              |              |              |  |  |        |        |        |        |
|  | Sénart 2                         | 4                    | 5                |                  |    |    |                             |              |              |              |  |  |        |        |        |        |
|  | Sénart 2                         | 4                    | 5                | La Guerche       | 8  | 20 |                             |              |              |              |  |  |        |        |        |        |
|  | 28 et 29 septembre               |                      |                  | La Guerche       | 8  | 20 |                             |              |              |              |  |  |        |        |        |        |
|  |                                  | Saint-Priest         | 7                | 0                |    |    |                             |              |              |              |  |  |        |        |        |        |
|  | Saint Just                       | Saint-Priest         | 7                | 0                | 17 | 22 |                             |              |              |              |  |  |        |        |        |        |
|  | Saint Just                       | 12, 13 et 20 octobre |                  |                  | 17 | 22 |                             |              |              |              |  |  |        |        |        |        |
|  | Beaucaire 2                      | 5                    | 6                |                  |    |    |                             |              |              |              |  |  |        |        |        |        |
|  | Beaucaire 2                      | 5                    | 6                | Saint Just       | 13 | 20 | 6                           |              |              |              |  |  |        |        |        |        |
|  | 28, 29 septembre et le 6 octobre |                      |                  | Saint Just       | 13 | 20 | 6                           |              |              |              |  |  |        |        |        |        |
|  |                                  | Saint-Priest         | 18               | 8                | 16 |    |                             |              |              |              |  |  |        |        |        |        |
|  | Saint-Priest                     | Saint-Priest         | 18               | 8                | 16 | 9  | 15                          | 8            |              |              |  |  |        |        |        |        |
|  | Saint-Priest                     |                      |                  |                  |    | 9  | 15                          | 8            |              |              |  |  |        |        |        |        |
|  | PUC 3                            | 20                   | 6                | 7                |    |    |                             |              |              |              |  |  |        |        |        |        |
|  | PUC 3                            | 20                   | 6                | 7                |    |    |                             |              |              |              |  |  |        |        |        |        |
|  |                                  |                      |                  |                  |    |    |                             |              |              |              |  |  |        |        |        |        |